# 양양공
양양공 왕서(襄陽公 王恕, 생몰년 미상)는 고려의 왕족이다. 신종과 선정태후 김씨의 차남이다. 덕양후(德陽侯)라고도 한다.

## 생애

### 가계
생년은 명확하지 않으며, 고려의 제20대 왕인 신종과 선정태후의 차남이다. 본관은 개성, 성은 왕(王), 이름은 서(恕)이며, 희종의 친동생이다.

### 왕자 시절
1200년(신종 3년) 음력 4월 18일 덕양후에 책봉되었고, 이후에 양양공(襄陽公)에 봉해졌다.
1204년(신종 7년) 음력 1월 13일 신종이 덕양후의 자택으로 이어하였다가 그곳에서 사망하였다. 이후 1211년(희종 7년) 음력 12월 최충헌이 희종을 폐위시키고 강화도로 옮겨갔을 때, 양양공 또한 교동현(지금의 인천광역시 강화군 교동면)으로 옮겨졌다.

### 사망과 후손
양양공의 생몰년에 대해서는 남아있는 기록이 없어 알 수 없다. 양양공은 아들이 넷 있었는데, 장남은 왕위, 차남은 왕병, 3남은 왕인, 4남은 왕희이다. 장남 왕위는 수사공에 올랐으며, 1216년(고종 3년)에 죽었다. 차남 왕병도 역시 수사공에 올랐고, 3남 왕인은 시안공에 봉해지고 1275년(충렬왕 원년)에 죽었다. 4남 왕희는 영안공에 봉해졌으며, 1263년(원종 4년)에 죽었다.. 딸도 있었는데, 딸은 김약선의 아들 문신 김미와 혼인하였다
네 아들 중 3남 왕인의 딸이 충렬왕의 왕비로 들어가니, 그녀가 곧 정신부주이다. 또 시안공의 아들인 서원후의 딸은 충선왕의 제4비 정비 왕씨이다. 그리고 고려의 마지막 왕인 공양왕은 양양공의 6대손이다.

## 가족 관계
- 조부 : 제17대 인종(仁宗, 1109~1146, 재위:1122~1146)
- 조모 : 공예왕후(恭睿王后, 1109~1183)
  - 백부 겸 이모부 : 제18대 의종(毅宗, 1127~1173, 재위:1146~1170)
  - 백부 겸 이모부 : 제19대 명종(明宗, 1131~1202, 재위:1170~1197)
  - 아버지 : 제20대 신종(神宗, 1144~1204, 재위:1197~1204)
- 외조부 : 강릉공 온(江陵公 溫, 생몰년 미상)
- 외조모 : 미상
  - 백모 겸 이모 : 의종 제1비 장경왕후(莊敬王后, 생몰년 미상)
  - 백모 겸 이모 : 명종 제1비 광정태후(光靖太后, 생몰년 미상)
    - 사촌 : 고려 제22대 강종(康宗, 1152~1213, 재위:1211~1213)

  - 어머니 : 선정태후(宣靖太后, ?~1222)
    - 형 : 제21대 희종(熙宗, 1181~1237, 재위:1204~1211)
    - 자매 : 효회공주(孝懷公主, 1183~1199[14])
    - 자매 : 경녕궁주(敬寧宮主, 생몰년 미상)
    - 부인 : 미상
      - 아들 : 수사공 위(守司空 瑋, ?~1216)
      - 아들 : 수사공 병(守司空 㻂, 생몰년 미상)
      - 아들 : 시안공 인(始安公 絪, ?~1291)
        - 손녀 : 충렬왕 제2비 정신부주(貞信府主, ?~1319)
        - 손자 : 왕정(王禎)
        - 손자 : 서원후 영(?~1291)

      - 아들 : 영안공 희(永安公 僖, ?~1263)
      - 딸 : 김미(金敉, 생몰년 미상)[15]의 처

## 양양공이 등장한 작품
- 《무인시대》(KBS, 2003년~2004년, 배우:나경민)

## 자손
왕위(王瑋)계
- 1세손 : 수사공 왕위(守司空 王瑋, ? ~1216년)

왕병(王㻂)계
- 1세손 : 수사공 왕병(守司空 王㻂, 생몰년 미상)
  - 2세손 : 수사도 왕후(守司徒 王詡)· 수사공 왕유(守司空 王裕)·수사공 왕희(守司空 王禧)

왕인(王絪)계
- 1세손 : 수사공 추봉 시안공 왕인(守司空 追封始安公 王絪, ? ~1291년) - 정비 왕씨의 조부, 공양왕의 5대조
  - 2세손 : 수사공 왕정(守司空 王禎)
  - 2세손 : 변한국영헌공 서원후 왕영(卞韓國英憲公 西原侯 王瑛, ?~1291) / 부인 : 변한국순안비 황보씨(卞韓國順安妃 皇甫氏), 서원후는 생전 작위이고 영헌공이 추증 작위이다.
    - 3세손 : 진한국인숙공 익양후 왕분(辰韓國仁肅公 益陽侯 王玢) / 부인 : 진한국장경비 밀양 박씨(辰韓國莊敬妃 朴氏)
      - 4세손 : 마한국인혜공 순화후 왕유(馬韓國仁惠公 淳化侯 王瑈, ?~1360) / 부인 : 마한국명예비 이천 신씨(馬韓國明睿妃 申氏)
        - 5세손 : 삼한국인효대공 정원부원군 왕균(三韓國仁孝大公 定原府院君 王鈞)
        - 5세손 : 학성부원군 왕향(鶴城府院君 王珦)
          - 6세손 : 남평군 왕화(南平君 王和)·영평군 왕거(寧平君 王琚)

        - 5세손 : 익원부원군 왕소(益原府院君 王玿)
          - 6세손 : 영원군 왕진(永原君 王瑱)
            - 7세손 : 원윤 왕경(元尹 王瓊)·원윤 왕민(元尹 王玟)

        - 5세손 : 평안부원군 왕정(平安府院君 王鉦)
          - 6세손 : 경평군 왕종(慶平君 王琮)·보정군 왕회(保定君 王璯)·왕경(王璟)·왕구(王玽)

      - 4세손 : 보성군 왕희(寶城君 王熙)
        - 5세손 : 경창대군 왕유(慶昌大君 王瑜, ?~1369)
          - 6세손 : 순성군 왕정(順城君 王珽), 영안군(永安君), 정윤 왕박(正尹 王璞)

        - 5세손 : 영흥군 왕환(永興君 王環)
          - 6세손 : 순평군 왕산(順平君 王珊)·원윤 왕형(元尹 王珩)·정윤 왕근(正尹 王瑾)

      - 4세손 : 익흥군 왕연(益興君 王璉)
        - 5세손 : 복안군 왕신(福安君 王愼)
          - 6세손 : 정안군 왕시(定安君 王諟)
            - 7세손 : 복강군 왕선(福康君 王璇)·원윤 왕진(元尹 王珍)

          - 6세손 : 복창군 왕보(福昌君 王譜)
          - 6세손 : 복원군 왕자(福原君 王諮)

    - 3세손 : 서흥군 왕전(瑞興君 王琠)

  - 2세손 : 수사도 왕원(守司徒 王謜)

왕희(王僖) 계
- 1세손 : 영안공 왕희(永安公 王僖, ? ~1263년)